# Zuidplas
Zuidplas – gmina w prowincji Holandia Południowa w Holandii.

## Miejscowości
Nieuwerkerk aan den IJssel (siedziba gminy), Moordrecht, Zevenhuizen, Moerkapelle.